# ミュージック・アンド・パッション
ミュージック・アンド・パッション（Barry Manilow : Music and Passion）は、アメリカ合衆国のポピュラー音楽の歌手、バリー・マニロウがアメリカ合衆国ネバダ州ラスベガスのラスベガス・ヒルトンで行なっている長期公演である。
かつて伝説の『キング・オブ・ロックンロール』エルヴィス・プレスリーが長期公演を行なっていた、名門ラスベガス・ヒルトンにある1,700人収容のヒルトン・シアターで2005年にスタートした。ラスベガス史上最高額の契約金ということで話題になった。バリー・マニロウが世界各国を回るコンサート・ツアーから引退を表明した現在、ステージを見られるのはここしかない。
全1時間30分のステージは毎回曲目が変わる。同じコンサートは二度とないと言われる。常にプラチナ・チケット化するほど人気が高いショーである。

## 特別公演
アリーナ、スタジアム級の大会場で、ミュージック・アンド・パッションの特別公演 An Evening of Music and Passion がアメリカ合衆国の大都市、主に東海岸中心にラスベガスの合間に年に数回開催されている。2007年1月は、バリー・マニロウの故郷であるニューヨークのマディソン・スクエア・ガーデンで3回コンサートが行われた。2007年は他にフィラデルフィア、サンフランシスコ、デトロイト、ポートランドなどで9回コンサートが行われた。
2008年は、11都市のアリーナ会場で行われる予定になっている。

## チケット
ステージ・シート $253.50 / メイン・フロア前半分 $187.50 / メイン・フロア後半分 $132.50 / バルコニー席 $110.50

## 演奏曲目
- Mandy
- Copacabana (At the Copa)
- Could It Be Magic
- It's a Miracle
- I Made It Through the Rain
- One Voice
- Somewhere Down the Road
- Can't Smile Without You
- Even Now
- Weekend in New England

他

## 映像作品
- 2006年にアメリカ合衆国でテレビ特別番組が放送され、後にDVDソフト化された。

2007年、日本で国内盤DVD「ミュージック・アンド・パッション～ライヴ・フロム・ラスベガス」として発売された。